# Comtat de Goëlo
El comtat de Goëlo o Goëllo fou una antiga entitat de Bretanya existent primer als segles ix i x i més tard un feu original al segle xii i que va existir fins a la revolució.
El seu territori estava format per la part nord-oest de l'antic bisbat de Saint-Brieuc, amb la costa oest de la badia de Saint-Brieuc fins a la desembocadura del Trieux. Correspon a l'antic pagus romà anomenat pagus velaviensis. Modernament el formen els cantons de Paimpol, Lanvollon, Plouha, Pontrieux, Plouagat, Châtelaudren, Etables-sur-Mer i les comunes de Pordic, Plérin i Trémuson.

## Història
Com a primer comte apareix Morweten que apareix en una carta del 9 de juliol del 871 sobre una disputa de l'abadia de Redon; encara que no s'esmenta com a comte de Goëlo s'ha arribat a la conclusió que governava aquest territori per eliminació. El següent comte que apareix fou Hoel Lagun en una carta d'abans de la meitat del segle x. Subscriu també una carta del 958. Un altre comte esmentat com a comte de Goëlo, Nominoe, apareix tanmateix a la meitat del segle X i en la mateix carta del 958. Va passar després a mans dels ducs.
En el repartiment del 1035 Goëlo va ser per Eon I que va agafar el títol de comte de Penthièvre; a la mort d'aquest el 1079 va deixar al seu fill gran el comtat de Penthièvre i al fill Esteve I les senyories de Tregor i Goêlo. El 1093 Jofre I de Penthièvre va morir i el va heretar Esteve que a més fou per matrimoni comte de Guingamp. A la mort d'Esteve el 1135 o 1136 es va fer una partició (1137) i Jofre II va heretar Penthièvre i el seu germà Enric les senyories de d'Avaugour i Goëlo, i Tregor i Guingamp amb títol comtal. El seu nebot Conan IV de Bretanya (1156-1166) li va arrabassar (1160) Tregor i Guingamp i el va deixar amb Goëlo i Avaugour, agafant el títol de comte de Goëlo, entitat que de fet va tenir llavors existència efectiva després de dos segles. El va succeir (1183) el seu fill Alan I d'Avagour, fundador el 1202 de l'abadia de Beauport, iniciador de la dinastia comtal d'Avaugour de Goëlo. El 1206 va heretar Penthièvre del seu cosí Jofre III, mort sense fills, però el 1214 el duc de Bretanya Pere I Mauclerc va arrabassar el comtat al seu fill Enric II al que va deixar Avaugour i Goëlo. Una revolta d'Enric contra el duc durant la corada albigesa va fracassar i fou deposat el 1230 però es va permetre la successió.
El 1420, Goëlo fou confiacat pel duc Joan V després del seu rapte pel comte de Goëlo, Olivier de Blois (†1433). La major part del feu fou llavors donada al germà del duc, el comte Artur, futur Artur III, però algunes senyories seran donades a altres amics o parents del sobirà.
En 1480 el duc Francesc II va crear un nou feu que va donar al seu fill natural Francesc de Bretanya que va esdevenir baró d'Avaugour i comte de Vertus i Goëlo. Fill ingrat va prendre partit pel rei de França contra la seva germanastre la duquessa
Anna de Bretanya.

## Llista de comtes

### Dinastia de Penthièvre o primera d'Avaugour
- Enric I de Tregor 1137-1183
- Alan I d'Avaougour 1183-1212 (fill)

casat amb Petronila de Beaumont al Maine.
- Enric II d'Avaugour (1205 † 1281), 1212-1230 fill Escut d'Enric II d'Avaugour (1205-1281)

Escut d'Enric II d'Avaugour (1205-1281)

- Alan II d'Avaugour († 1267), 1230-1267 (fill)
- Enric III d'Avaugour (1260 † 1301), 1267-1301 (fill)
- Enric IV d'Avaugour (1280 † 1334), 1301-1334 (fill)

hereva Joana d'Avaugour (1300 † 1327), filla
casada amb Guiu de Penthièvre, comte de Penthièvre germanastre del duc Joan III de Bretanya; es reuneixen els comtats de Penthièvre i Goëlo

### Cases de Châtillon-Blois i de Bretanya
- Joana de Penthièvre, 1334-1384, duquessa de Bretanya, filla de Joana d'Avaugour

casada a Carles de Blois-Châtillon (+1364)
- Joan I de Penthièvre (Joan de Châtillon), 1384-1404, vescomte de Limoges, fill de Joana de Penthièvre.[1]
- Olivier de Châtillon (o Olivier de Blois) 1404-1420
- Confiscació ducal 1420-1433
- Artur III, 1433-1458, duc de Bretanya (1393 † 1458), net de Joan de Montfort, que era fill d'Artur II de Bretanya i germanastre del duc Joan III de Bretanya
- Al ducat de Bretanya 1458-1480

### Segona casa d'Avaugour

Escut de Francesc I de Bretanya/d'Avaugour (1462-1510)

- Francesc I d'Avaugour (1462 -1510), 1480-1510, comte de Vertus i de Goëllo, baró d'Avaugour, senyor de Clisson (fill), casat el 1492 amb Madalena de Brosse (mort el 1512), filla de Joan III de Brosse comte de Penthièvre
- Francesc II d'Avaugour (1493 -1517), 1510-1517, comte de Vertus i de Goëllo, baró d'Avaugour, senyor de Clisson (fill), casat amb Madalena d'Astarac, filla del comte Joan IV d'Astarac
- Francesc III d'Avaugour (mort el 14 de juliol de 1549), 1517-1549, comte de Vertus i de Goëllo, baró d'Avaugour, senyor de Clisson (fill), casat el 1537 a Carlota (mort el 1604) (filla de Guillem de Pisseleu, senyor d'Heilly), sense successió
- Odó d'Avaugour (mort el 1598), 1549-1598, bisbe de Saintes retirat per esdevenir comte de Vertus i de Goëllo, baró d'Avaugour, senyor de Clisson, de Châteauceaux i de Montfaucon (germà), casat a Renata, filla de Carles III de Coesmes, vescomte de Saint-Nazaire, baró de Lucé (mort el 1543)
- Carles d'Avaugour (mort el 1608), 1598-1608, comte de Vertus i de Goëllo, baró d'Avaugour, senyor de Clisson, de Châteauceaux, de Montfaucon i d'Ingrandes, vescomte de Saint-Nazaire (fill)

casat a Felipa vescomtessa de Guiguen, senyora de Thouaré i de La Touche-Limouzinière (filla de Claude de Saint-Amadour vescomte de Guiguen)
- Claudi I d'Avaugour (Thouaré 1581 † París 6 d'agost] de 1637), 1608-1637, comte de Vertus i de Goëllo, baró d'Avaugour, senyor de Clisson, de Châteauceaux, de Montfaucon i d'Ingrandes, vescomte de Saint-Nazaire (fill), casat el 1609 a Caterina Fouquet de la Varenne (1590 -10 de maig de 1670) (filla de Guillem Fouquet de la Varenne)
- Lluís d'Avaugour (mort el 2 d'octubre 1669), 1637-1669, comte de Vertus i de Goëllo, baró d'Avaugour, senyor de Clisson, de Châteauceaux, de Montfaucon i d'Ingrandes, vescomte de Saint-Nazaire (fill)

casat el 1642 amb Françoise († juliol de 1644), filla de Timoleó de Daillon, comte del Lude, sense fills
casat en segones noces el 1647 a Francesca o Lluïsa (mort el febrer de 1682), filla d'Enric de Balzac, comte de Clermont-d'Entragues, sense fills
- Claudi II d'Avaugour (1629 -7 de març 1699), 1669-1699, comte de Vertus i de Goëllo, baró d'Avaugour, senyor de Clisson, de Châteauceaux, de Montfaucon i d'Ingrandes, vescomte de Saint-Nazaire (germà)
- casat el 13 d'abril de 1673 a Anna o Judit (mort el 22 desembre de 1690), filla de Thomas Le Lièvre marquès de La Grange.
- Armand Francesc d'Avaugour (14 d'octubre de 1682 -12 de gener de 1734), 1699-1734, comte de Vertus i de Goëllo, baró d'Avaugour, senyor de Clisson (fill)
- Enric Francesc d'Avaugour (17 de juny de 1685 -2 de setembre de 1746), 1734-1746, comte de Vertus i de Goëllo, baró d'Avaugour, senyor de Clisson (germà)

casat el 1735 a Madalena (1712 -1738), filla d'Esteve d'Aligre, sense fills
casat en segones noces el 15 d'agost de 1745 a Maria Madalena Charette de Montbert (1706 -París 8 de gener de 1778), filla de Gilles Charette, senyors de Montbert, conseller al parlament de Bretanya, vídua de Louis de Serent, marquès de Kerfily, i mare del marquès Armand Lluís de Serent que al enviudar es va casar per tercera vegada amb Anne baró de Montmorency i marquès de Fosseux).

### Casa de Soubise
El comtat va passar per matrimoni llavors a una branca dels prínceps de Soubise en els que va restar fins a la revolució.